# Národní univerzita veřejné správy (Tchaj-pej)
Národní univerzita veřejné správy (anglicky National Chengchi University, někdy Národní univerzita Chengchi, čínsky v českém přepisu kuo-li čeng-č' ta-süe, pchin-jinem guólì zhèngzhì dàxué, znaky tradiční 國立政治大學) je tchajwanská veřejná univerzita se sídlem v Tchaj-peji, primární a významná vzdělávací instituce pro oblast veřejné správy v zemi. Byla založena v roce 1927 v Nankingu, v roce 1954 přesídlila do Tchaj-peje. Poskytuje studijní programy v oblastech práva, cizích jazyků, společenských věd, mezinárodních vztahů a dalších. V akademickém roce 2019/2020 na univerzitě studovalo přibližně 15 500 studentů.